# Kórógyszentgyörgy
Kórógyszentgyörgy Csongrád-Csanád vármegyében található, Szegvár nagyközség déli részén helyezkedik el. Az őskortól fogva lakott hely. Mivel magas parton fekszik, védelmet nyújtott a folyók áradásaitól. Valamikor külön falu volt, később összenőtt Szegvárral.

## Megközelíthető
- Vonattal a MÁV 130-as számú (Szolnok–Tiszatenyő–Szentes–Hódmezővásárhely–Makó) vonalán érhető el. A megállóhely Szegvár és Mindszent között található.

## Bizánci kapcsolatok
A leletek alapján bizonyítható, hogy a 10. századi magyarságnak – és ezen belül a szegvári területnek is – többrétegű bizánci kapcsolata volt. A Szegvár melletti szőlőkaljai népesség egy része a keleti kereszténység követője volt, s nem kizárt, hogy bizánci kereskedők is megfordultak a környéken. A bizánci, keleti kereszténység jelenlétére utalhat Szentgyörgy titulusa és temploma is, mivel ezen terület bolgár-szláv lakosságának[forrás?] szakrális központja lehetett. A szőlőkaljai népesség temetőinek elhagyása esetleg összefügghet a templom építésével.

## Első említése
A Szegtől (mai Szegvártól) alig 1,5 km-re lévő Szentgyörgy falu helyét a régészeti terepbejárások során talált Árpád korabeli, még templom nélküli település, temető maradványai alapján határozhatjuk meg. Első említése 1193-ból való, amikor III. Béla a jeruzsálemi Szent Theodosius-monostornak adományozta a szávaszentdemeteri monostor javadalmait, köztük a Kurca menti Szent György Egyházat. A falu temploma legkésőbb a 12. század első negyedében már állt. Folyamatos létét az 1426-ból és az 1560-ból való említése is valószínűsíti.

## Közlekedés
Vasúti megállóhellyel és buszmegállóval rendelkezik.